# Amphinemura bulla
Amphinemura bulla är en bäcksländeart som beskrevs av Tatemi Shimizu 1997. Amphinemura bulla ingår i släktet Amphinemura och familjen kryssbäcksländor. Inga underarter finns listade i Catalogue of Life.